# Perfect (skivmärke)

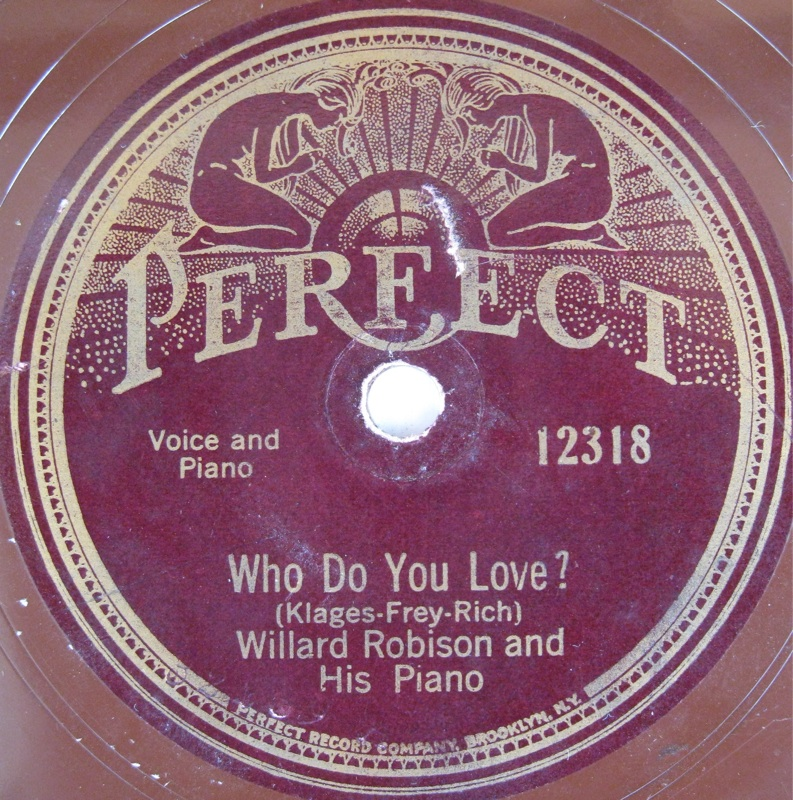
Perfects ordinarie etikettdesign under 1920-talets senare hälft.

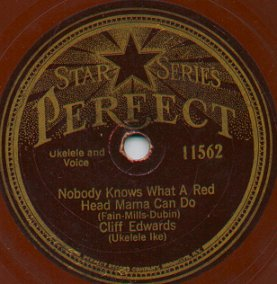
Utgåva i Perfects "Star series".

Perfect var ett skivmärke under 78-varvareran ägt av det i grunden franska skivbolaget Pathé. Märket marknadsfördes dock endast i USA samt - under en kortare period - i Storbritannien.

## Amerikanska Perfect
Pathé lanserade Perfectetiketten som ett lågprisalternativ i USA 1922. Den kostade då 50 cent, men priset sänktes tre år senare till 39 cent. Som i princip allt material som gavs ut på Perfect var identiskt med sådant som också utgavs på den dyrare "moderetiketten" Pathé är det föga förvånansvärt att lågprisalternativet sålde betydligt bättre, och i dag är Perfectutgåvor mångdubbelt vanligare än Pathéditon på andrahandsmarknaden.
De första Perfectutgåvorna var pressade i vanlig svart schellack och hade en mycket enkel etikettdesign med endast texten "Perfect" och en oktagonal ram i guld mot svart botten. Relativt snart övergick man dock till en design med två knäfallande nakna kvinnogestalter i profil, vilka ser ut att tillbedja en radio (det fanns också en särskild "Star series" där kvinnogestalterna var utbytta mot en stor stjärna; på denna etikett utgavs bland annat inspelningar med bolagets stora stjärna Cliff Edwards). Man övergick vidare omkring 1924 till att börja lägga in ett brunt färgämne i schellacken vilket gav skivorna en ljusbrun färg. de började då också med en brun etikett (med guldtryck).
1928 köpte Pathé upp det konkurrerande bolaget Cameo, och som följd av detta kom de flesta utgåvor som kom ut på Pathé och Perfect också att ges ut på Cameo och dess systeretiketter Lincoln och Romeo. Senare samma år köptes Pathé dock själv upp av brittiskägda Columbia, som därvid avvecklade Pathé i USA och sålde Perfectetiketten till American Record Corporation (ARC). ARC fortsatte att ge ut skivor under namnet Perfect fram till 1938, nu dock åter pressade i ordinär svart schellack.

## Brittiska Perfect
Sent under 1927 lanserade Pathé även Perfect på den brittiska marknaden. Etikettdesignen var i princip identisk med den amerikanska fast på mörkröd botten. Inspelningarna på de brittiska utgåvorna hämtades nästan helt från Pathés franska och amerikanska kataloger och endast ett fåtal inhemska brittiska inspelningar gavs ut på etiketten, vars saga blev kort. I och med Columbias ovannämnda övertagande av Pathé lades den ned i december 1928.